# Bracon podunkorum
Bracon podunkorum är en stekelart som först beskrevs av Henry Lorenz Viereck 1917.  Bracon podunkorum ingår i släktet Bracon och familjen bracksteklar. Inga underarter finns listade.